# Tuc de Montoliu
El Tuc de Montoliu es un pico de los Pirineos con una altitud 2691 metros,  situado en el municipio de Alto Arán en el Valle de Arán (Provincia de Lérida).

## Descripción
El acceso desde el Valle de Arán al Tuc de Montoliu se puede realizar partiendo de la población de Bagerque siguiendo por una pista forestal que discurre paralela al río Unhòla hasta el Plan deth Horn, a partir de aquí se realiza la ascensión siguiendo el sendero GR-211 hasta llegar al lago de Montoliu (2373 m) y después acometer la cima al Tuc de Montoliu.
En las proximidades del Tuc de Montoliu destacan el Tuc Mauberme (2881 m), Tuc des Crabes (2580 m) y Tuc der Òme (2732 m). Al NE del Lago de Montoliu se encuentran las minas abandonadas Deth Pòrt d'Urets (2536 m).